# Señora Ples
Señora Ples (que se pensaba primeramente nacida hace cerca de 2,6 a 2,8 millones de años, pero con la novedad de datación por núclidos cosmogénicos del sedimento del Member 4, que aumenta en un millón de años la antigüedad supuesta para los Au. africanus de Sterkfontein, hasta 3,4-3,7 Ma, mucho más cercana al inicio de la era de los autralopitecos que a su final. De acuerdo al estudio geológico y la dinámica de sedimentos, el error de las dataciones anteriores sería causado por la mezcla de fósiles de animales de diferentes épocas y de depósitos de calcita más reciente en sedimentos más antiguos, tal vez durante las excavaciones de las décadas de 1930 y 1940.) es el nombre popular con que se conoce al cráneo más completo descubierto hasta ahora de un Australopithecus africanus. Muchos fósiles de esta especie, considerados parientes de los humanos modernos, se han encontrado en el área de Sterkfontein, en lo que se ha denominado la Cuna de la Humanidad (sitio Patrimonio de la Humanidad), que se localiza a unos 70 km al sudoeste de Pretoria. 

Australopithecus africanus

El reborde óseo sobre los ojos no está separado de la frente por un surco, y los caninos son mucho más pequeños de los de los chimpancés. Estas y otras características permiten incluir a este individuo dentro de la familia de los homínidos.
La señora Ples fue descubierta por el Dr. Robert Broom y John T. Robinson en abril de 1947 y fue el primer cráneo completo A. africanus que se encontró. El número de catálogo de la señora Ples es STS 5.
El sobrenombre señora Ples derivó de la designación científica dada inicialmente al cráneo por el Dr. Broom, Plesianthropus transvaalensis (casihumano del Transvaal).
Se debe señalar que el sexo del cráneo no está completamente determinado y que, de hecho, la señora Ples puede ser el señor Ples. Además, los análisis con rayos X de las raíces de los dientes de la señora Ples sugieren que era un subadulto, por lo tanto la denominación de señorita Ples también es posible.
Algunos expertos han sugerido que un esqueleto parcial, conocido por su número de catálogo STS 14 que fue descubierto el mismo año en el mismo depósito geológico y cercano a él, puede pertenecer a este cráneo. De ser así, ello podría hacer de la señora Ples el homólogo sudafricano del famoso fósil de Australopithecus afarensis, apodado "Lucy", hallado en Etiopía.
En 2004, fue votada como la persona n.º 95 del ranking de los 100 más grandes sudafricanos.

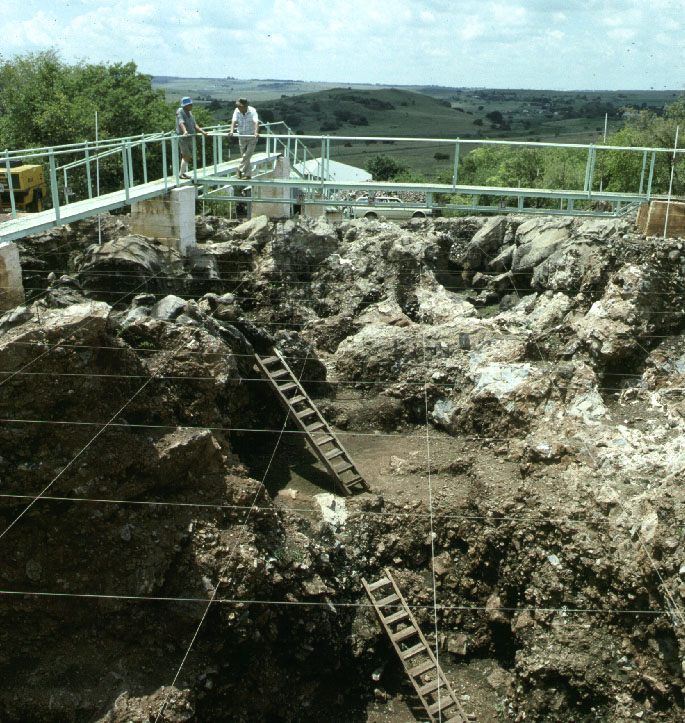
Arqueólogos en la cueva de Sterkfontein, donde se halló a la señora Ples.